# Pontes sobre a Ribeira de Arão
As Pontes sobre a Ribeira de Arão são um conjunto de duas pontes rodoviárias, o Pontão de Odiáxere e a Ponte de Arão, que cruzam a Ribeira do Arão, na fronteira entre os concelhos de Lagos e Portimão, em Portugal.

## Descrição e história
A Ponte de Arão foi provavelmente construída durante a Idade Moderna. Apresenta uma estrutura com dois arcos de volta perfeita. Cruza a Ribeira de Arão, a cerca de meio quilómetro de distância da foz deste curso de água, na Ribeira de Odiáxere, e situa-se a cerca de dois quilómetros de distância da vila de Mexilhoeira Grande, no sentido poente.
Quanto ao Pontão de Arão, este também é conhecido como ponte romana, tendo o Presidente da Junta de Freguesia de Odiáxere, Carlos Manuel Pereira Fonseca, classificado esta estrutura como «valiosa mas esquecida, desvalorizada e desconhecida por muitos».
Em 4 de Dezembro de 2013, a Câmara Municipal de Lagos deliberou a classificação das duas pontes como de interesse municipal, tendo justificado esta decisão com o «relevante interesse cultural das duas obras de engenharia, para a preservação da memória coletiva». A autarquia anunciou igualmente que ia fazer obras de remodelação no Pontão de Odiáxere, e acrescentou que a declaração de interesse municipal era uma «condição necessária» para fazer uma candidatura aos fundos comunitários, que considerou como indispensáveis para a realização das obras de remodelação do imóvel, que eram necessárias com «caráter de urgência». Segundo a autarquia, além de fazerem parte do conjunto patrimonial associado à várzea do Arão, as duas pontes também tinham importância como ponto de acesso aos terrenos aráveis naquela área, que continuavam a ser explorados.